# Xian de Yangqu
Le xian de Yangqu (阳曲县 ; pinyin : Yángqǔ Xiàn) est un district administratif de la province du Shanxi en Chine. Il est placé sous la juridiction de la ville-préfecture de Taiyuan.

## Démographie
La population du district était de 140 423 habitants en 1999.